# Владислав Йиндржих
Владислав Йиндржих (Генрих) (чеш. Vladislav Jindřich, нем. Vladislav Heinrich; ум. 12 августа 1222) — князь Чехии 1197, маркграф Моравии 1192—1194, 1197—1222 из династии Пржемысловичей, сын короля Чехии Владислава II от второго брака с Юттой Тюрингской.

## Биография

### Молодые годы
Молодость Владислава Йиндржиха прошла во время борьбы его братьев за главенство в Чехии. Впервые он упоминается в 1187 году. В 1187 году Владислав Йиндржих участвовал в восстании своего брата Пржемысла Оттокара I против князя Чехии Вацлава II. В итоге после того, как Пржемысл Оттокар I в 1192 году был утверждён императором Генрихом VI князем Чехии, Владислав Йиндржих получил титул маркграфа Моравии. Однако не известно, была ли Моравия полностью под его управлением.
В 1193 году его брат Пржемысл Оттокар был смещён своим двоюродным братом, епископом Праги Генрихом (Йиндржихом) Бржетиславом, назначенным императором князем Чехии. Пржемысл Оттокар в итоге был вынужден бежать. В следующем году новый князь сместил Владислава Йиндржиха, который был доставлен в Пражский Град. Он жил в Праге под наблюдением.
В начале 1197 года здоровье Генриха Бржетислава ухудшилось. Пржемысл Оттокар решил воспользоваться этим и вернуть себе власть, предприняв неудачную попытку вторжения в Чехию. Но больной Генрих Бржетислав перестал доверять своему окружению. Он приказал посадить Владислава Йиндржиха в тюрьму, а сам, поручив управление страной Спитигневу, отправился в Хеб, где и умер 15 июня.

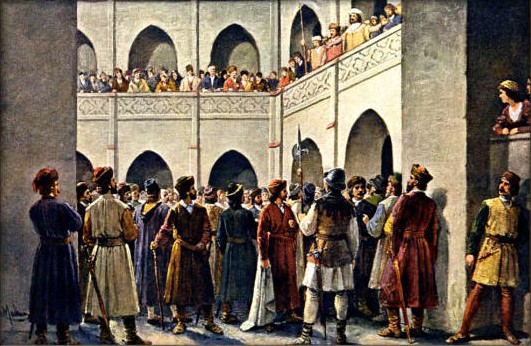
Йозеф Мтхаузер Избрание Владислава Йиндржиха князем Чехии

Преемником Генриха Бржетислава 23 июня выбрали Владислава Йиндржиха, освобождённого из тюрьмы. Пржемысл Оттокар решил, что теперь он сможет вернуть себе власть. Ему на руку сыграло и то, что 28 сентября 1197 года умер император Генрих VI.
Выступив со своими соратниками, Пржемысл Оттокар вскоре встретился с армией брата, которая превосходила по силе его войско. Однако до битвы дело не нашло. По совету нового епископа Праги Даниила Владислав Йиндржих ночью встретился с братом и заключил с ним договор. Согласно ему князем Чехии становился Пржемысл Оттокар, а Владислав Генрих получал в управление Моравию с титулом маркграфа.

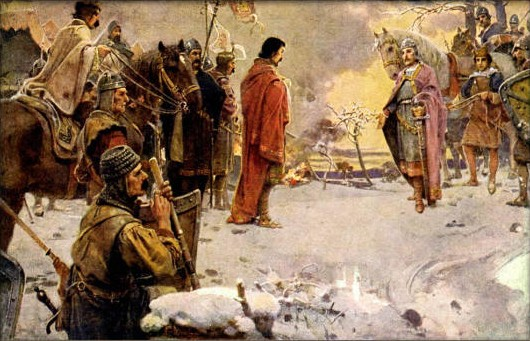
Йозеф Матхаусер Встреча Владислава Йиндржиха и Пржемысла Отокара

### Маркграф Моравии
Став 6 декабря 1197 года маркграфом, Владислав Йиндржих далеко не сразу получил её полностью под своё управление. В Брно и Оломоуце продолжали править свои князья. Только после их смерти в начале XIII века Владислав Йиндржих объединил Моравию. В соответствии с Сицилийской золотой буллой, данной в 1212 году императором Фридрихом II, Моравия получила статус наследственного имперского лена
Владислав Йиндржих был верным помощником своего брата Пржемысла Оттокара, ставшего в 1198 году королём Чехии. Однако не известно, был ли маркграф Моравии политически подчинён королю Чехии. Владислав Йиндржих принимал многие решения самостоятельно. Так в Моравии Владислав Йиндржих он основал ряд городов. В 1213 году был основан Брунтал, вскоре после этого Уничов, а в период 1213—1220 годов — Опава. Вероятно в это же время был основан Глубчице, позже перешедший в состав Силезии. При поддержке епископа Роберта Оломоуцкой Епархии в Велеграде он заложил Цистерцианский монастырь.
В 1216 году Владислав Йиндржих подтвердил решение чешского сейма, который закреплял за Вацлавом, сыном Пржемысла Оттокара, право наследования престола в Чехии, закрепившего наследование по праву первородства.
Владислав Йиндржих умер 12 августа 1222 года, не оставив наследников.

### Брак
Жена: Хелвига. Детей не было.

## Комментарии
1. ↑  По поводу времени его основания нет единого мнения. Одни считают, что он на рубеже XII и XIII веков[9], другие отодвигают год основания к примерно 1220 году[10].